# Końskie (district)
Końskie (powiat konecki) is een district (powiat) in de Poolse woiwodschap Heilig Kruis. Het district heeft een totale van 1139,90 km2 en telt 82.925 inwoners (2014).
Stadsdistrict:
Kielce

Districten:
Busko-Zdrój · Jędrzejów · Kazimierza · Kielce · Końskie · Opatów · Ostrowiec · Pińczów · Sandomierz · Skarżysko · Starachowice · Staszów · Włoszczowa

Grootste steden:
Kielce · Końskie · Ostrowiec Świętokrzyski · Sandomierz · Skarżysko-Kamienna · Starachowice